# Элгин Сити
«Э́лгин Си́ти» (англ. и скотс Elgin City F.C.) — шотландский футбольный клуб из города Элгин, выступающий в Третьем дивизионе Шотландии, четвёртом по силе дивизионе страны. Основан в 1893 году, путём слияния двух клубов. Домашние матчи начиная с 1921 года проводит на стадионе «Боро Бриггс», вмещающем 4927 зрителей. В шотландской лиге «Элгин Сити» выступает с сезона 2000/01, за это время клуб ни разу не поднимался из третьего дивизиона. Лучший результат клуба в третьем дивизионе, 5-е место в сезоне 2005/06.

## Рекорды клуба
Самая крупная победа: 18-1 в матче против «Брора Рейнджерс» 6 февраля 1960 года (в Кубке северной Шотландии)
Самое крупное поражение: 1-14 в матче против «Харт оф Мидлотиан» 4 февраля 1939 года (в Кубке Шотландии 1938/39)
Наибольшее число зрителей на домашнем матче: 12 608 в матче против «Арброта» 17 февраля 1968 года (в Кубке Шотландии 1967/68)
Наибольшее количество матчей за клуб в рамках шотландской лиги: Дэвид Хинд 205 (2001—2008)
Наибольшее количество голов за сезон в рамках шотландской лиги: Мартин Джонстон 20 (2005-06)
Наибольшее количество голов за клуб в рамках шотландской лиги: Мартин Джонстон 38 (2005—2007)